# Delio Giacometti
Delio Giacometti (San Bonifacio, 26 agosto 1922 – Arzignano, 2 marzo 2003) è stato un politico e dirigente sportivo italiano.

## Biografia
È stato sindaco della città di Arzignano dal 1960 al 1976 e poi Presidente della Provincia di Vicenza dal 1990 al 1993. Fu inoltre presidente del Vicenza Calcio dal 1963 al 1967.
È stato Senatore della Repubblica Italiana in quattro legislature consecutive, dal 1976 al 1992. Fra il 1980 e il 1983 ha ricoperto la carica di Sottosegretario di Stato per il commercio con l'estero e per le partecipazioni statali.